# Causa Perdida de la Confederación

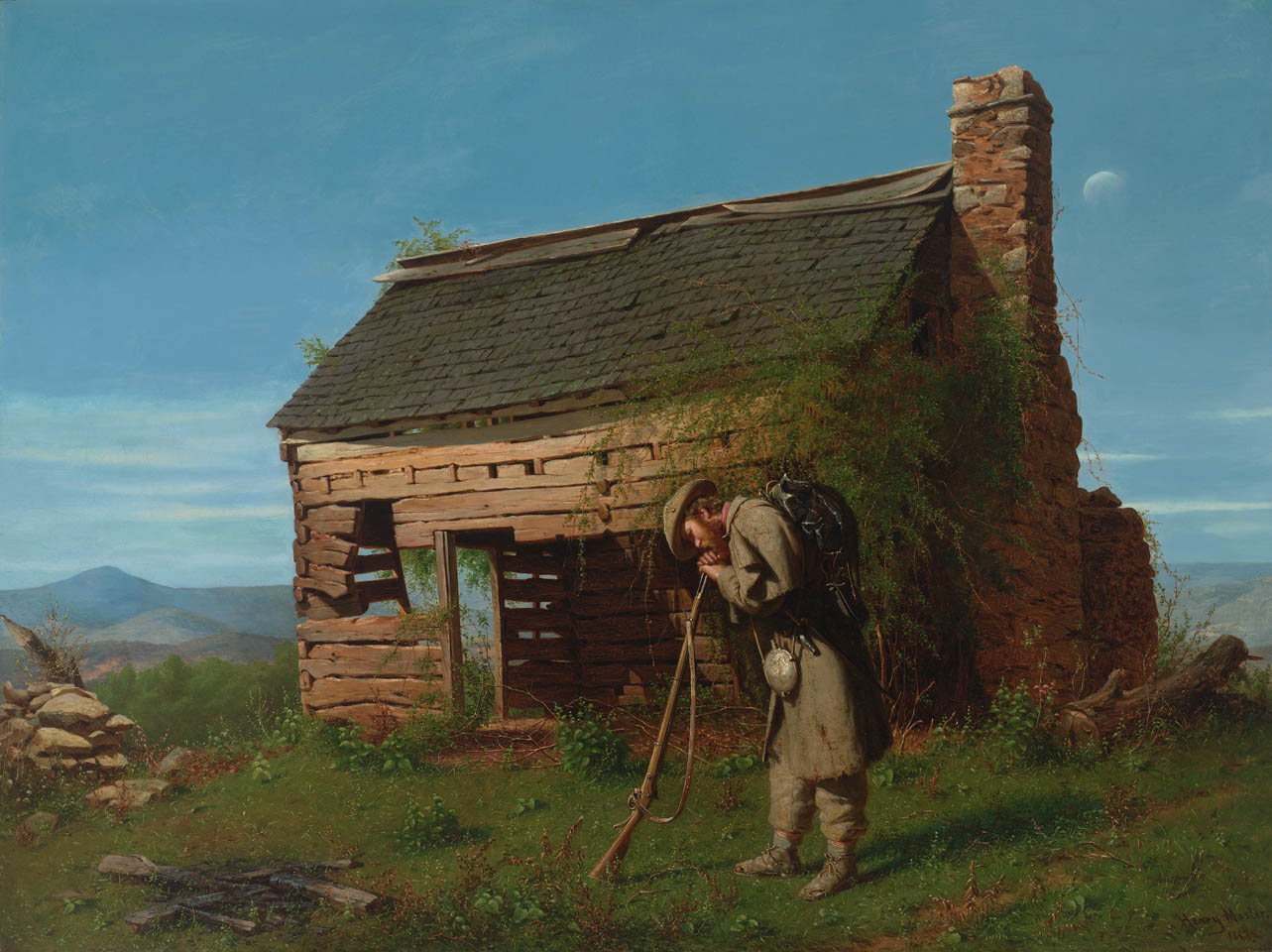
The Lost Cause de Henry Mosler.

La Causa Perdida de la Confederación (Lost Cause of the Confederacy en inglés) es un movimiento social estadounidense negacionista que afirma que la causa de los Estados Confederados durante la guerra civil estadounidense fue justa, heroica y no se centró en la esclavitud. Ha seguido influyendo en el racismo, los roles de género y las actitudes religiosas en el Sur de dicho país hasta la actualidad.
Los defensores de la Causa Perdida suelen alabar lo que veían como una tradicional cultura del honor y la caballerosidad del Sur anterior a la guerra. Sostienen que las personas esclavizadas fueron bien tratadas y niegan que su condición fuera una causa central de la guerra, en contra de las declaraciones de los líderes confederados, como el discurso conocido como Cornerstone Speech.  En su lugar, ven la guerra como una defensa de los "derechos de los estados" para proteger su economía agraria contra la "agresión del Norte", preocupaciones que para ellos aparentemente fueron validadas durante la era de la Reconstrucción de la posguerra por los carpetbagger.  La victoria de la Unión se explica así como resultado de su mayor tamaño y riqueza industrial, mientras que el bando confederado se presenta como de mayor moralidad y habilidad militar. Los historiadores modernos discrepan en su gran mayoría de estas caracterizaciones, señalando que la causa central de la guerra fue la esclavitud.
Los dos periodos más intensos de actividad de la Causa Perdida se produjeron a principios del siglo XX, cuando se intentó preservar la memoria de los veteranos confederados moribundos, y durante el movimiento por los derechos civiles de las décadas de 1950 y 1960, como reacción al creciente apoyo público a la igualdad racial. A través de acciones como la construcción de prominentes monumentos confederados y la redacción de libros de texto de historia, las organizaciones de la Causa Perdida (incluidas las United Daughters of the Confederacy y los Sons of Confederate Veterans) trataron de garantizar que los blancos del Sur conocieran lo que ellos llamaban la "verdadera" narrativa de la Guerra Civil y, por tanto, siguieran apoyando las políticas de supremacía blanca, como las leyes de Jim Crow. En este sentido, la supremacía blanca es una característica central de la narrativa de la Causa Perdida.

## Concepto
La Causa Perdida implica que la esclavitud era justa y moralmente buena porque traía prosperidad económica y era el mejor estado o el más natural para los negros. La ideología de la Causa Perdida se utilizó durante más de cien años tras el final de la guerra civil para mantener las estructuras de poder racistas en el Sur de Estados Unidos. Así, considera la guerra como una lucha librada principalmente para salvar el modo de vida del Sur y para proteger los derechos de los estados individuales, en particular el derecho a retirarse de la Unión. Al mismo tiempo, niega o resta importancia al papel central de la esclavitud y el racismo en los orígenes de la guerra.
Los esfuerzos de los defensores de la Causa Perdida alcanzaron una intensidad especial durante la Primera Guerra Mundial, cuando murieron los últimos veteranos confederados y se intentó preservar su memoria. En respuesta al movimiento por los derechos civiles de las décadas de 1950 y 1960, los representantes de la Causa Perdida volvieron a incrementar sus actividades, como la construcción de destacados monumentos a los héroes confederados y representaciones adecuadas de la historia en los libros de texto escolares. Con ello, el movimiento de la Causa Perdida quería asegurarse de que las generaciones futuras conocieran lo que ellos llamaban las "verdaderas" razones del Sur para luchar y, en consecuencia, apoyaran las políticas de la supremacía blanca y las leyes de Jim Crow. En este sentido, la promoción de la supremacía blanca es un objetivo central de la narrativa de la Causa Perdida.

## Narrativa
Los relatos de la Causa Perdida suelen presentar la causa confederada como noble y a sus líderes y ejércitos como ejemplos de caballerosidad a la antigua usanza que eran superiores en términos de destreza militar y valor. En esta visión de la historia, la derrota se atribuye únicamente a la superioridad numérica y al inmenso poderío industrial del Norte, además de, a menudo, a la traición, por lo que los sureños blancos podían considerar que las causas de la derrota estaban fuera de su control. Los defensores del movimiento de la Causa Perdida también condenaron las políticas de la llamada Reconstrucción después de la Guerra Civil, alegando que eran una estrategia deliberada de los políticos y especuladores del Norte para explotar económicamente al Sur o ganar poder político. El tema de la Causa Perdida también se convirtió en un elemento importante en la definición de los roles de género en el Sur blanco, preservando las nociones de honor familiar y las tradiciones caballerescas. Además, también influyó en las creencias religiosas.

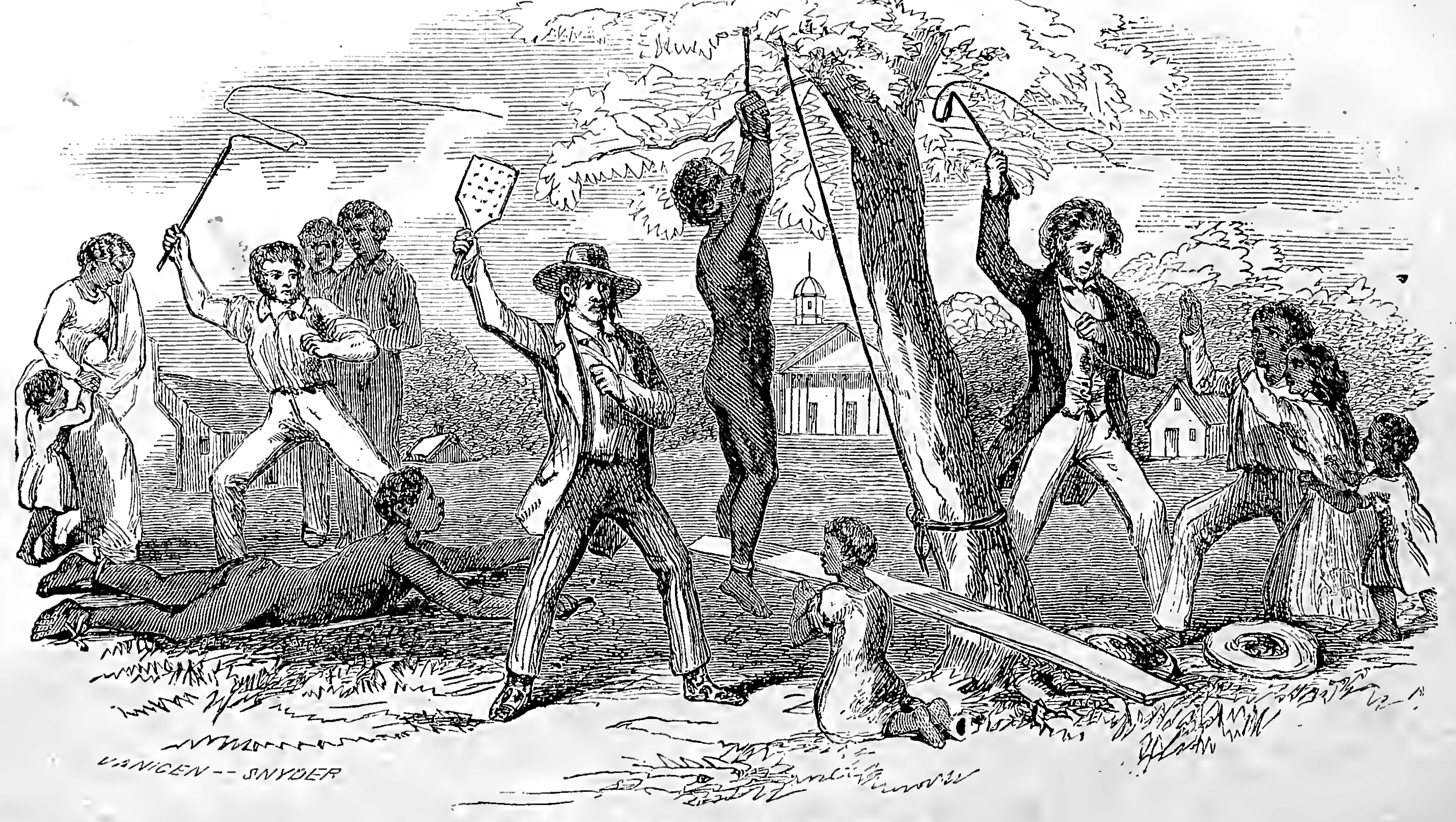
Representación de las brutalidades contra los esclavos de un libro abolicionista..

La institución de la esclavitud había sido algo "realmente bueno" (bien positivo), no un "mal necesario". Los esclavos eran felices y leales a sus benévolos amos. La esclavitud había sido buena para los esclavos, cuya vida había sido mucho mejor que la de África o la de los negros libres del Norte. No se había caracterizado, por ejemplo, por las violaciones impunes, las bárbaras condiciones de trabajo, la brutalidad, los latigazos, las separaciones forzadas de las familias y las constantes humillaciones. Jefferson Davis, antiguo presidente de la Confederación, escribió en 1881:

Sus instintos de esclavos hicieron que estuvieran contentos con su suerte, y su paciente trabajo bendijo la tierra en la que vivían con una riqueza incalculable. Su fuerte apego al lugar y a la persona aseguró un servicio fiel... Nunca hubo una interdependencia más feliz entre el trabajo y el capital. El tentador vino como la serpiente del Edén, y los atrajo con la palabra mágica 'libertad' ... Puso las armas en sus manos, y acostumbró su naturaleza humilde pero emotiva a los actos de violencia y al derramamiento de sangre, y los envió a destruir a sus benefactores"

## Principios
- La razón principal de la secesión no era la preservación de la esclavitud, sino la defensa de los derechos individuales de los estados. El Norte había atacado al Sur, no por el motivo de acabar con la esclavitud, sino por motivos económicos y de corrupción.
- La secesión había sido la respuesta constitucional y legal a los ataques culturales y económicos del Norte contra el modo de vida del Sur. Al igual que los estados habían elegido voluntariamente unirse a la Unión, habrían tenido el derecho de elegir la secesión.
- Generales confederados como Lee, Albert Sidney Johnston y Jackson habrían encarnado las virtudes de la aristocracia sureña y habrían librado una lucha valiente y justa. En cambio, la mayoría de los generales del Norte habían sido personajes mezquinos responsables de fechorías como la Marcha al Mar de Sherman o las quemas del Valle de Shenandoah de Philip Sheridan. Sherman había destruido la propiedad por puro despecho. El incendio de Columbia, Carolina del Sur, centro secesionista antes de la guerra, no había servido para ningún propósito militar, sino sólo para humillar a la población y sumirla en la pobreza.
- Las derrotas en el campo de batalla, argumenta, fueron una consecuencia inevitable de la superioridad del Norte en hombres y material, pero también el resultado de la traición y la incompetencia de algunos subordinados del general Lee, como el general James Longstreet.
- La narrativa de la Causa Perdida se centra en Robert E. Lee y en el teatro oriental de la guerra, es decir, el norte de Virginia, Maryland y Pensilvania. Suele citar la batalla de Gettysburg como el punto de inflexión de la guerra, ignorando las victorias de la Unión en Tennessee y Misisipi, así como el hecho de que nada detuvo el humillante avance de la Unión bajo el mando de Sherman a través de Georgia, Carolina del Sur y Carolina del Norte.
- La Decimoquinta Enmienda de la Constitución de Estados Unidos, que garantizaba a los antiguos esclavos el derecho al voto, había sido un desastre político. No han podido votar de forma inteligente y han sido sobornados o engañados. La reconstrucción también había sido un desastre, beneficiando sólo a los aventureros del Norte (Carpetbaggers) y a los traidores del Sur (Scalawags). Los caballeros sureños habrían tenido grandes dificultades para restaurar la supremacía blanca ordenada por Dios tras el fin de la Reconstrucción.